# 博伊德角
75°17′S 110°1′W / 75.283°S 110.017°W
博伊德角（英語：Boyd Head）是南極洲的海岬，位於瑪麗伯德地，處於瓦內冰川終點以東，根據美國地質調查局的測量和美國海軍的空中照片被繪入地圖，現時由南極條約體系管理。